# فیض‌الله عرب‌سرخی
فیض‌الله عرب‌سرخی (زادهٔ ۱ مهر ۱۳۳۷) رئیس پیشین  مرکز ملی فرش ایران  ، سیاستمدار اصلاح‌طلب و زندانی سیاسی ایرانی و عضو شورای مرکزی سازمان مجاهدین انقلاب اسلامی ایران است. او دارای تحصیلات ارتباطات اجتماعی در مقطع کارشناسی است. عرب‌سرخی در کابینهٔ میرحسین موسوی مسؤولیت مدیرکل حراست وزارت فرهنگ و ارشاد اسلامی را بر عهده داشت.

## زندگی
فیض‌الله عرب‌سرخی در ۱ مهر ۱۳۳۷ در خانواده‌ای پرجمعیت در تهران به دنیا آمد.

### فعالیت‌های سیاسی
فعالیت‌های سیاسی عرب‌سرخی با حضور در مسجد الصادق در منطقه ۱۷ شهریور جنوبی آغاز شد. او بعدها به گروه امت واحده پیوست که بعدا در سازمان مجاهدین انقلاب اسلامی ادغام شد. عرب‌سرخی پس از انقلاب ۱۳۵۷ و تشکیل سازمان مجاهدین انقلاب اسلامی به این سازمان پیوست. عرب‌سرخی همچنین در سال ۱۳۵۷، یکی از انتظامات هیئت استقبال از روح‌الله خمینی بود. بعدا او به کمیته انقلاب پیوست. او در دوره نخست‌وزیری موسوی از مدیران کل وزارت فرهنگ و ارشاد اسلامی (مدیر کل حراست) بود. عرب‌سرخی به اتفاق دو برادرش فتح‌الله و حجت‌الله در جبهه‌های جنگ عراق و ایران حضور داشت و دو برادرش در جنگ کشته شدند. او هچنین در دهه ۱۳۶۰، در واحد اطلاعات سپاه پاسداران انقلاب اسلامی، مسئول گزینش افراد و ساماندهی بود. او در این دوران، اقداماتی برای بازداشت بنی‌صدر انجام داد اما بی‌نتیجه ماند و بنی‌صدر از ایران فرار کرد. در نهایت عرب‌سرخی از سپاه استعفا می‌دهد و مجدد به فعالیت‌های سازمانی می‌پردازد.
فیض‌الله عرب‌سرخی در دهه ۱۳۶۰ مدیر کل حراست وزارت ارشاد اسلامی را در زمان وزارت محمد خاتمی برعهده داشت. عرب‌سرخی سپس در کابینه سید محمد خاتمی به ریاست  مرکز ملی فرش ایران انتخاب شد.

### بازداشت در سال ۱۳۸۸

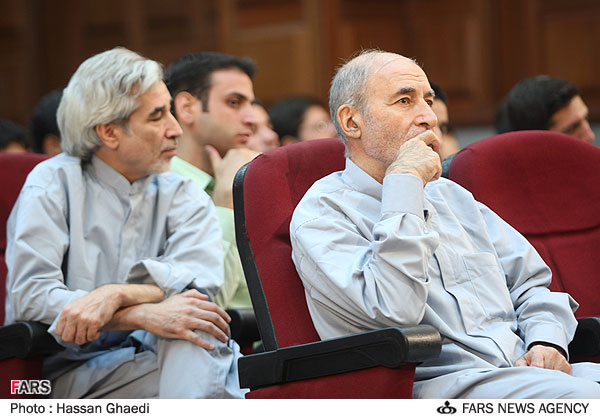
عرب‌سرخی (نفر اول از چپ) در دادگاه معترضین اعتراضات ۱۳۸۸

فیض‌الله عرب‌سرخی، نخستین بار در جریان بازداشت‌های پس از انتخابات دهم ریاست جمهوری در تیرماه ۱۳۸۸ بازداشت و به اتهام اقدام علیه امنیت کشور و تبلیغ علیه نظام به ۶ سال حبس تعزیری محکوم شد.‌ برخی رسانه‌ها از استنکاف او برای حضور در دادگاه متهمان اعتراضات ۱۳۸۸ خبر دادند که در پی آن، مورد ضرب و جرح با مأموران گردیده و سبب بستری شدنش در بیمارستان شد. در نهایت، عرب‌سرخی در ۲۷ شهریور ۱۳۹۲ از زندان آزاد شد.
پس از آزادی عرب‌سرخی، خاتمی و محمدرضا عارف به دیدار وی رفتند. او به اتفاق شش فعال سیاسی دیگر (محسن میردامادی، محسن امین‌زاده، مصطفی تاج‌زاده، عبدالله رمضان‌زاده، محسن صفایی فراهانی و بهزاد نبوی) از جمله افرادی بود که از سردار مشفق از مسؤولان قرارگاه تاکتیکی «ثارالله»، سپاه و وزارت اطلاعات به دنبال حوادث پس از انتخابات ۱۳۸۸ شکایت کرد.

### محکومیت در سال ۱۳۹۴ و تعلیق حکم در سال ۱۳۹۸
عرب سرخی در مردادماه ۹۴ به اتهام تبلیغ علیه نظام در دادگاهی به ریاست قاضی احمدزاده محاکمه و به یک سال حبس تعزیری و دو سال محرومیت از فعالیت‌های سیاسی و اجتماعی محکوم شده بود. خود وی دلیل صدور این حکم را شکایت اطلاعات سپاه در پی امضای نامه‌ای در زندان عنوان کرده بود.‌ فیض‌الله عرب‌سرخی به تحمل یک سال حبس محکوم شد. حکم زندان وی مرتبط با جلسات تفسیر قرآنی بود که اخیراً در خانه وی برگزار می‌شد. عرب‌سرخی در تیر ۱۳۹۸ برای اجرای حکم، به زندان اوین مراجعه کرد اما اجرای حکم وی به تأخیر افتاد و فعلاً اجرا نمی‌شود.

## زندانی شدن فرزندان
هر دو دختر عرب‌سرخی از اعضای سازمان جوانان حزب جبهه مشارکت ایران اسلامی بودند که در حوادث پس از انتخابات ۱۳۸۸ به زندان محکوم شد. ساجده عرب سرخی هنگامی که برای عیادت از پدرش از فرانسه به ایران برگشت بازداشت و برای سپری کردن حکم دادگاه غیابی که او را به یک سال حبس محکوم کرده بود، روانه زندان شد. عنوان اتهامی او در این پرونده، تبلیغ علیه نظام جمهوری اسلامی با انتشار مطالب در فضای مجازی بود. او در تیرماه ۱۳۹۴ پس از تحمل یک سال حبس آزاد شد. وی هم‌اکنون در ایران به عنوان روزنامه‌نگار به فعالیت می‌پردازد. فاطمه عرب سرخی فرزند دیگر او نیز مدتی را در بازداشت به‌سر برد.

## دیدگاه‌ها و حاشیه‌های سیاسی

### بازجویی و شغل‌های امنیتی
به گفته اکبر براتی از بنیانگذاران سازمان مجاهدین انقلاب اسلامی، عرب‌سرخی در دوران فعالیت در سازمان مجاهدین انقلاب، از طرفداران بازجویی تحت شکنجه بود. یک روز بعد از این ادعا، عرب‌سرخی در مصاحبه‌ای بازجو بودنش را تکذیب کرد. این تکذیب با واکنش براتی همراه بود. او معتقد است که «جامعه را حاکمیت به سمت یاس و ناامیدی برده است.» و از این رو با سیاست‌های اصلاحی سید محمد خاتمی همسو بود. عرب‌سرخی در انتخابات سال ۱۳۹۲ و ۱۳۹۶ از حامیان حسن روحانی بود.‌ او در انتخابات ۱۴۰۳ نیز از مسعود پزشکیان حمایت کرد.

### برخورد خشن با تهیه‌کنندگان سینما
عبدالله علیخانی مدعی شد عرب‌سرخی در دوران مسؤولیت خود در حراست وزارت ارشاد و در سال ۱۳۶۳ و زمان جمع‌آوری فیلم‌های غیرمجاز خارجی با سینماگران برخورد فیزیکی به‌صورت تعزیر داشته‌است. ‏فیض‌الله عرب‌سرخی این اتهام را دروغ می‌داند و معتقد است شواهد کذب بودن این ادعا در خود خبر موجود است.

### دیدگاه‌ها درباره انرژی هسته‌ای
عرب سرخی در مصاحبه‌ای گفته است: «معتقدیم موضوع هسته‌ای ضمن اینکه بر اساس قراردادهای بین المللی حق کشور است، اما در عین حال برای دست یافتن به این حق باید با تعامل های مناسب در سطح بین الملل به این حق دست پیدا کرد و از مسیر اعتمادسازی این اتفاق باید صورت گیرد.» 